# Hazelhoen
Het hazelhoen (Tetrastes bonasia, synoniem: Bonasa bonasia) is een vogel uit de onderfamilie van de ruigpoothoenders (Tetraoninae).

## Kenmerken
Deze vogel wordt 36 cm lang en is ongeveer even groot als een patrijs. Het lichaam is roestbruin met grijs. Het mannetje heeft een zwarte keel met een lichte band, terwijl het wijfje een rode oogvlek en een zwarte staartband heeft. De onderkant is dwars gevlekt. De kop is versierd met een kuif.
Houdt zich schuil in struikgewas maar zal opvliegen als het verstoord wordt.

## Verspreiding en leefgebied
Hazelhoenders zijn standvogels en komen in een groot deel van Europa voor, vooral in de oostelijke landen. In West-Europa komen ze onder andere voor in Zuidoost-België en in Luxemburg.
Deze vogelsoort is in 1970 afgevoerd van de lijst van in Nederland voorkomende soorten en tussen 1970 en 1997 zijn er geen aanvaarde waarnemingen gemeld.
Er worden elf ondersoorten onderscheiden:
- T. b. rhenanus: noordoostelijk Frankrijk, Luxemburg, België en westelijk Duitsland
- T. b. styriacus: van de Alpen, zuidelijk Polen tot Hongarije.
- T. b. schiebeli: de Balkan
- T. b. rupestris: zuidelijk Duitsland en Tsjechië
- T. b. bonasia: van westelijk en zuidelijk Scandinavië en centraal Polen tot het Oeralgebergte.
- T. b. griseonota: noordelijk Zweden
- T. b. sibiricus: van Siberië tot de westelijke Himalaya en noordelijk Mongolië
- T. b. kolymensis: oostelijk Siberië
- T. b. amurensis: noordoostelijk China tot noordelijk Korea
- T. b. yamashinai: Sachalin (Rusland)
- T. b. vicinitas: Hokkaido (Japan)

## Galerij

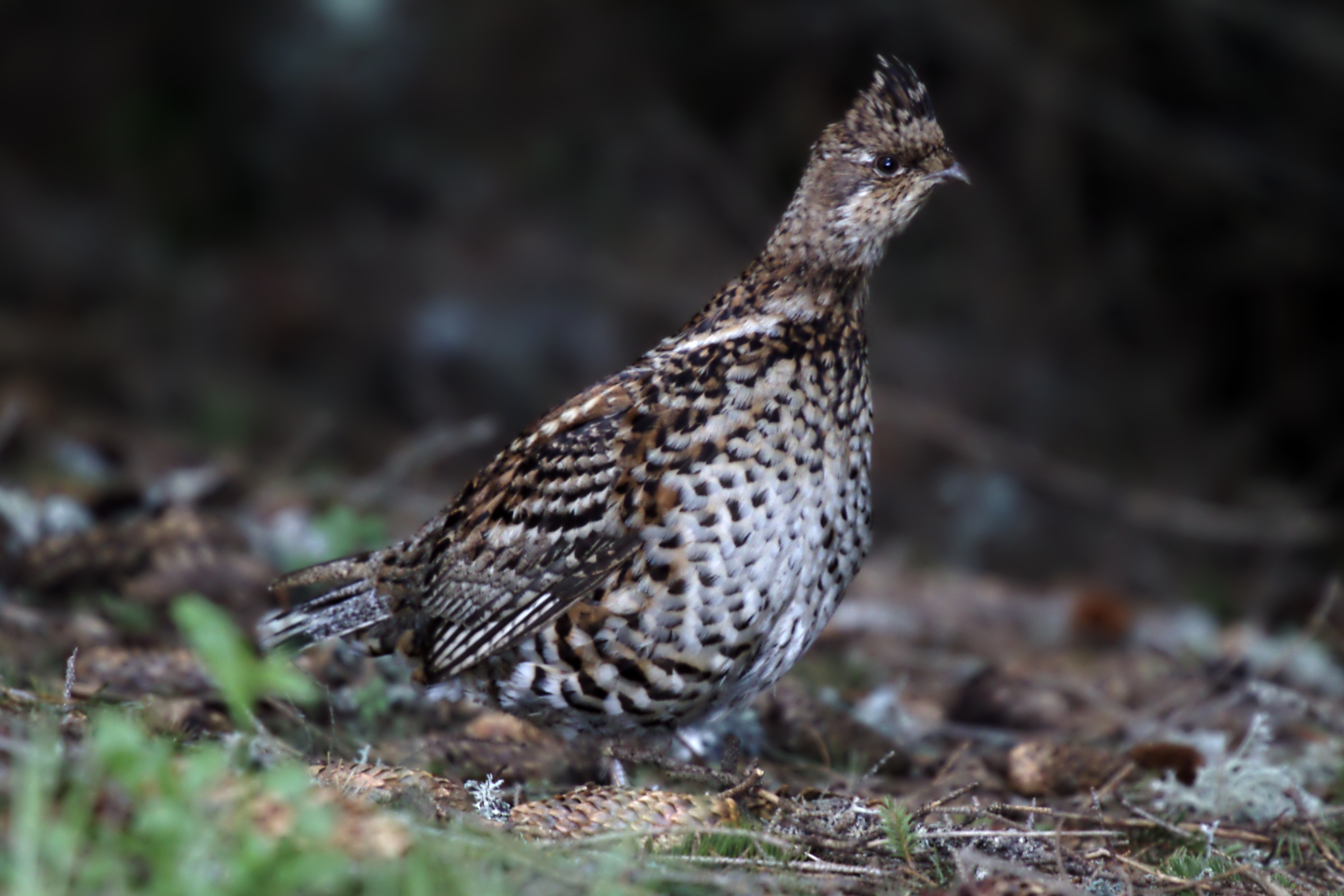
Juveniel hazelhoen
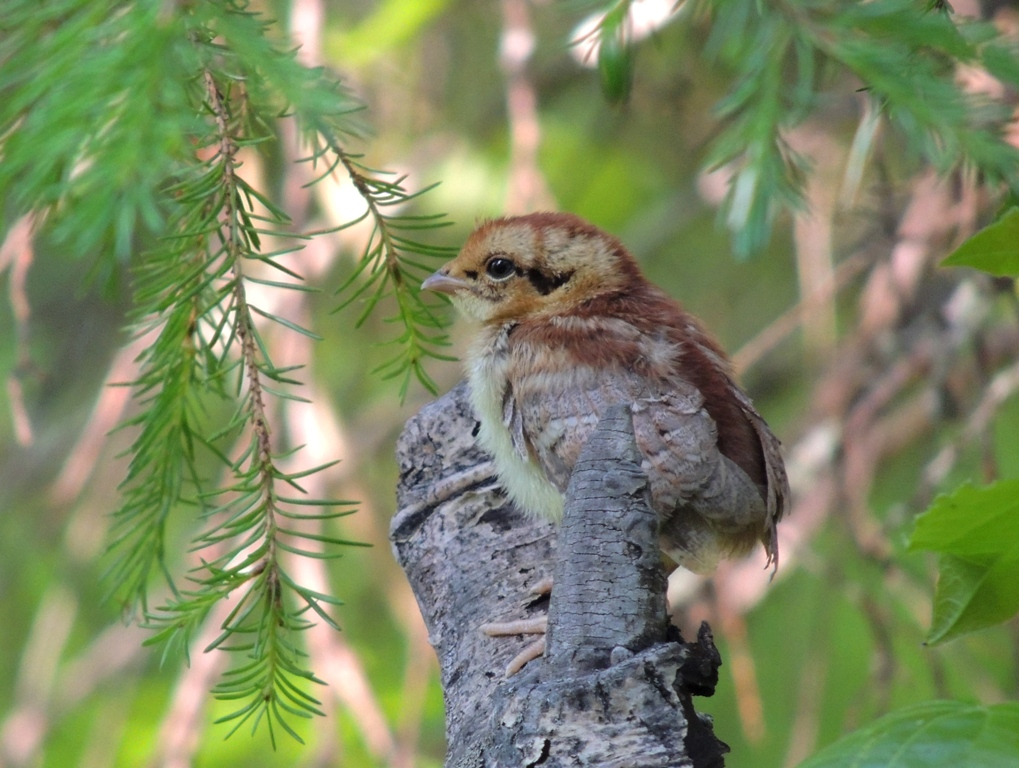
Kuiken in de taiga van het Russische autonome district Chanto-Mansië
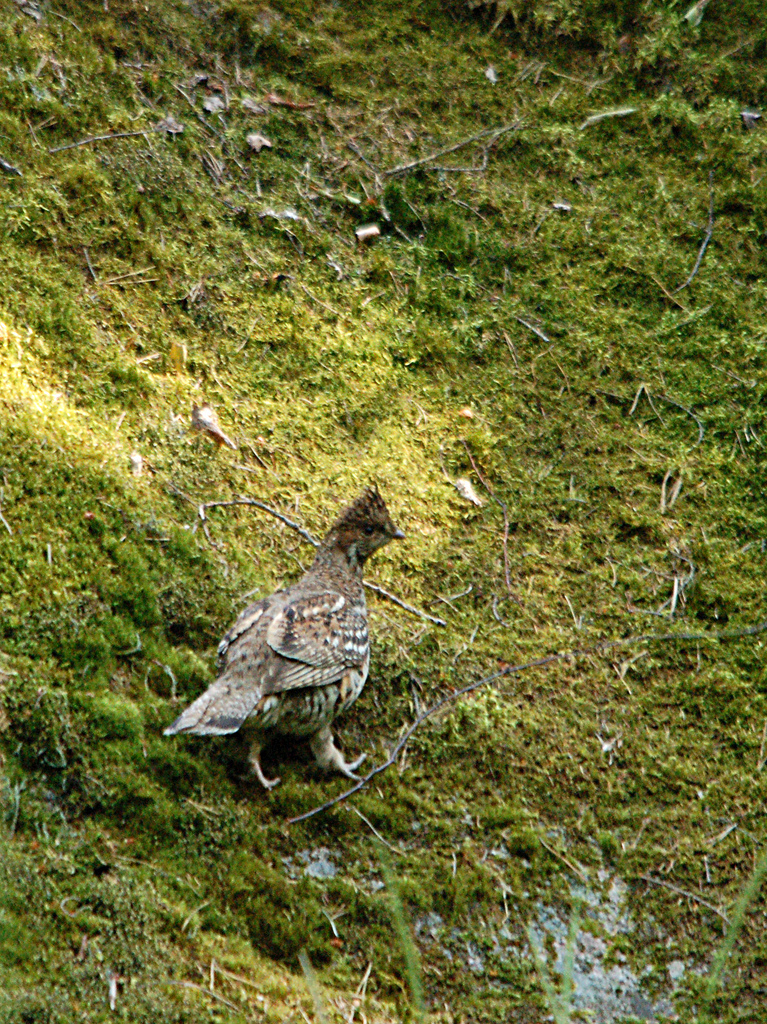
Hazelhoen in Finland